# زیبایی درون
زیبایی درون (انگلیسی: The Beauty Inside) یک فیلم به کارگردانی 	دریک دورمس محصول ۲۰۱۱ است.